# Luogang Shuiku
Luogang Shuiku är en reservoar i Kina. Den ligger i provinsen Hubei, i den centrala delen av landet, omkring 230 kilometer nordväst om provinshuvudstaden Wuhan. Luogang Shuiku ligger 105 meter över havet. Arean är 1,2 kvadratkilometer. I omgivningarna runt Luogang Shuiku växer i huvudsak blandskog. Den sträcker sig 1,2 kilometer i nord-sydlig riktning, och 1,9 kilometer i öst-västlig riktning.
Genomsnittlig årsnederbörd är 1 050 millimeter. Den regnigaste månaden är augusti, med i genomsnitt 179 mm nederbörd, och den torraste är december, med 19 mm nederbörd.